# Dymasius niger
Dymasius niger es una especie de escarabajo del género Dymasius, familia Cerambycidae. Fue descrita científicamente por Gressitt & Rondon en 1970.
Habita en Laos. Los machos y las hembras miden aproximadamente 11-13 mm. El período de vuelo de esta especie ocurre en el mes de abril.